# Проективная прямая
Проективная прямая — одномерное проективное пространство. Проективная прямая представляет собой множество прямых (одномерных подпространств) в 2-мерном линейном пространстве. Точки проективной прямой могут быть заданы с помощью однородных координат {\displaystyle [x_{1}:x_{2}]}. Как топологическое пространство, проективная прямая представляет собой одноточечную компактификацию аффинной прямой.

## Примеры
Вещественная проективная прямая с пучком гладких функций является гладким многообразием. Это многообразие диффеоморфно окружности {\displaystyle \mathbb {R} P^{1}\cong S^{1}}. Комплексная проективная прямая {\displaystyle \mathbb {C} P^{1}} — сфера Римана, — как вещественное многообразие, диффеоморфна двумерной сфере {\displaystyle S^{2}}. Для тела кватернионов проективная прямая, как вещественное многообразие, {\displaystyle \mathbb {H} P^{1}\cong S^{4}}.

## Действие групп на проективной прямой
Для групп {\displaystyle GL_{2}(k),SL_{2}(k)} и др. может быть определено действие на проективной прямой. Факторизуя по группе скалярных матриц, получаем группы {\displaystyle PGL_{2}(k),PSL_{2}(k)}, для которых это действие является точным. Для конечного поля {\displaystyle PSL_{2}(k)} изоморфна некоторой подгруппе конечной симметрической группы.

## В алгебраической геометрии
Проективная прямая является важным примером проективного многообразия. Полем функций проективной прямой {\displaystyle P^{1}(K)} является поле {\displaystyle K(X)} рациональных функций. Группой автоморфизмов поля {\displaystyle K(X)} является группа {\displaystyle PGL_{2}(K)}. Если невырожденная квадратичная кривая содержит хотя бы одну точку, то она бирационально изоморфна проективной прямой.